# Ortholinea gobiusi
Ortholinea gobiusi is een microscopische parasiet uit de familie Ortholineidae. Ortholinea gobiusi werd in 1968 beschreven door Naidenova. 